# Première guerre civile de Castille
Pour les articles homonymes, voir guerre civile de Castille.
Guerre de Cent Ans
Batailles
La première guerre civile de Castille oppose de 1351 à 1369 les partisans de Pierre Ier de Castille (« Pierre le Cruel »), fils légitime du roi Alphonse XI, et ceux de son demi-frère Henri de Trastamare, qui l'emporte et devient le roi Henri II, premier souverain de la dynastie de Trastamare.

## Causes du conflit

### Crise de la féodalité
La guerre civile déclenchée par João Afonso de Albuquerque est la conséquence logique de l'opposition, durant le règne d'Alphonse XI, entre deux partis à la cour de Castille : l'un dirigé par la reine Marie de Portugal, l'autre par la maîtresse attitrée du monarque, Leonor de Guzmán, descendante du roi Alphonse IX de León et qui a donné au souverain pas moins de dix enfants, dont Henri de Trastamare.
En toile de fond se déroule la guerre de Cent Ans qui est bien plus qu'un simple conflit franco-anglais. La société médiévale est en crise et à travers toute l'Europe, réformateurs et conservateurs s'opposent : Étienne Marcel, Jacob van Artevelde, la guerre civile entre Armagnacs et Bourguignons ou le grand Schisme d'Occident sont quelques-uns des nombreux exemples de cette opposition. Le conflit, parfois présenté comme une guerre de succession, dépasse la simple rivalité de deux prétendants au trône. La rébellion d'Henri de Trastamare n'est viable que par l'appui de la haute noblesse castillane, dont Pierre le Cruel a tendance à vouloir rogner les avantages et surtout le poids politique. Cette alliance du fils bâtard et de la haute noblesse est perçue par le peuple comme un obstacle aux lois que Pierre Ier a fait voter par les Cortes de Valladolid en 1351, qui favorisent le commerce et l'artisanat ainsi que la sécurité des personnes. Ce peuple ne lui ménage pas son appui et qualifie le roi de Castille de Justicier et non de Cruel comme ses ennemis. Pierre Ier est ici le réformateur et est d'ailleurs soutenu par les Anglais et par Charles de Navarre, qui s'est également inscrit dans cette ligne politique en France.

### Pierre le Cruel et Henri de Trastamare

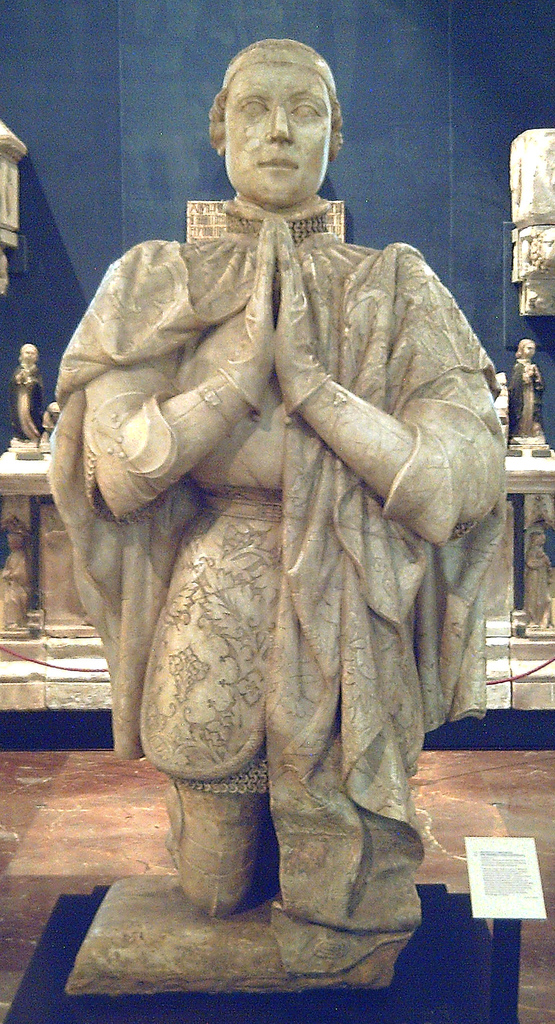
Pierre le Cruel

Fils et héritier d'Alphonse XI, Pierre Ier doit dès son couronnement faire face à l'agitation de la haute noblesse de Castille, en particulier celle de ses demi-frères Henri et Fadrique, pour lesquels l'influence de leur mère sur le roi Alphonse XI s'est traduite par des libéralités et des honneurs que Pierre et la reine-mère peuvent estimer exagérés.
Troisième fils illégitime d'Alphonse XI et de Leonor de Guzmán, Henri est adopté par son tuteur, Rodrigue Alvarez Asturias, comte de Trastamare, qui lui transmet le titre en 1345. La mort de son père provoque la disgrâce de sa mère et l'écarte du pouvoir, contre lequel il commence à se rebeller dès 1351, date de l'arrestation puis de l'assassinat de sa mère sur ordre de Pierre le Cruel.
En 1353, Pierre Ier a 19 ans. Sous l'influence de sa maîtresse, Marie de Padilla, il choisit de gouverner en autocrate en s'appuyant sur le peuple (qui lui octroie son surnom de Justicier). Sa volonté de renforcer l'autorité royale se traduisant par un comportement autoritaire et expéditif vis-à-vis de cette haute noblesse castillane, cette dernière ne tarde pas à se rebeller ouvertement : son ancien chancelier, João Afonso de Albuquerque, désireux de rendre le pouvoir à la noblesse, organise une conspiration avec les bâtards royaux et le roi d'Aragon Pierre IV.
À Tolède, capitale de la Castille, Pierre Ier réprime les comploteurs, déclare la guerre à l'Aragon et fait assassiner en 1359 deux de ses demi-frères, Jean-Alphonse et Pierre respectivement âgés de 19 et 14 ans. Pierre le Justicier devient dès lors Pierre le Cruel. À la mort d'Afonso de Albuquerque, l'aîné des bâtards royaux Henri de Trastamare prend la tête de la rébellion.

## Rébellion et guerre dans lapéninsule Ibérique

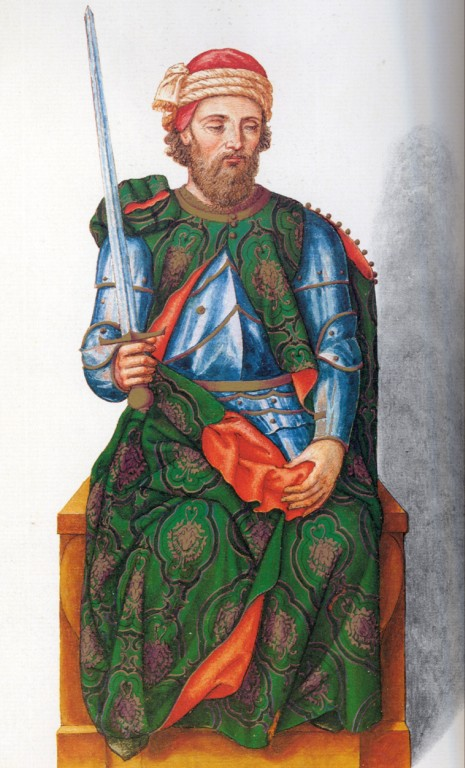
Henri de Trastamare

Entre 1352 et 1354, la figure de proue de la rébellion nobiliaire est João Afonso de Albuquerque, ancien favori du roi et de la reine-mère, tombé en disgrâce au moment où le mariage de Pierre Ier et de Blanche de Bourbon s'avère être un échec du fait des retards dans le versement de la dot et du mauvais traitement infligé par le souverain à son épouse. Albuquerque est l'artisan essentiel de cette union et paie le prix de son échec. Il se réfugie au Portugal et Pierre le Cruel, qui peut à ce moment-là compter sur l'appui de ses demi-frères Henri et Fadrique, laisse ces derniers en poste à la frontière portugaise, mais sous la surveillance d'un parent de sa maîtresse Marie de Padilla. Le roi ayant été informé par celui-ci de tractations secrètes entre ses demi-frères et Albuquerque, Henri et son frère doivent rejoindre ouvertement la rébellion, à laquelle s'est également joint un nouveau parti, composé de la famille et des alliés de Jeanne de Castro, fraîchement épousée par Pierre le Cruel grâce à l'annulation controversée de son précédent mariage par deux évêques conciliants, et abandonnée de la même façon que Blanche de Bourbon.
Jusqu'en 1354, Henri de Trastamare perpètre des actes de rébellion isolés, avec l'aide de ses frères. Ses menées s'inscrivent dans un mouvement de révolte plus général, celui de la haute noblesse castillane, dont les épisodes marquent les premières années du règne de Pierre le Cruel. Ces rébellions sont très durement réprimées par le roi, qui n'hésite pas à faire exécuter les fauteurs de troubles malgré leur rang et contrairement aux usages qui veulent que les menées de la noblesse soient sanctionnées par l'enfermement, l'exil ou la confiscation des terres et châteaux.

### Premiers affrontements armés
En octobre 1354, Albuquerque meurt empoisonné à Medina del Campo et Henri prend naturellement la tête du mouvement séditieux. Une rencontre entre les ligueurs et le roi est organisée à Tejadillo, village proche de Toro, et Pierre Ier, malgré la surveillance dont il est l'objet durant son séjour, parvient à convaincre les infants d'Aragon et Tello de Castille, frère d'Henri, de quitter la rébellion. Il rejoint ainsi Ségovie, convoque les Cortes (pendant hispanique des États généraux) à Burgos. Ces Cortes votent les subsides nécessaires à l'armement d'une armée pour réduire la rébellion.
En 1355, l'armée royale reprend la ville de Tolède dont la population s'était soulevée et entreprend d'exécuter les rebelles. Toro tombe en 1356. Ces premiers affrontements tournent largement à l'avantage du roi et Henri de Trastamare doit fuir et se réfugier en France auprès de Jean le Bon et surtout du dauphin Charles.

### Les royaumes de Castille et d'Aragon en guerre
Pierre Ier profite de l'accalmie sur le plan domestique et prend prétexte d'un incident maritime entre une flotte aragonaise et des navires génois pour déclarer la guerre au royaume voisin d'Aragon. Entre 1356 et 1361, l'armée castillane pénètre dans le royaume voisin et conquiert plusieurs villes. Henri de Trastamare et son armée s'engagent aux côtés du roi d'Aragon, Pierre IV le Cérémonieux. Le 18 mai 1361, la paix est signée à Terrer.

La péninsule Ibérique en 1360.

Entretemps, entre 1356 et 1360, Pierre le Cruel fait assassiner ses ennemis : Jean de la Cerda, Fadrique de Castille, Joan d'Aragon - demi-frère de Pierre le Cérémonieux -, sa tante Éléonore de Castille, mère du précédent et veuve d'Alphonse IV d'Aragon, etc.
La dure guerre menée par Pierre le Cruel contre le royaume d'Aragon et le ressentiment né de ses exactions affaiblissent considérablement le parti légitimiste et permettent à Henri de Trastamare d'envisager une conquête du royaume de Castille.

### Deuxième rébellion d'Henri de Trastamare
Henri de Trastamare décide d'attaquer en 1360 et se rend maître de la cité de Nájera. Au cours de la prise de la ville, Jean Fernández de Hinestrosa, oncle de Marie de Padilla et favori de Pierre le Cruel, trouve la mort. En représailles, Pierre Ier fait mettre à mort deux des frères d'Henri et envoie ses troupes à Nájera dès le mois d'avril. Henri de Trastamare est battu et doit se réfugier dans la ville. Inexplicablement, Pierre le Cruel ne met pas le siège devant la cité et retourne à Séville. Trastamare se réfugie de nouveau en France.

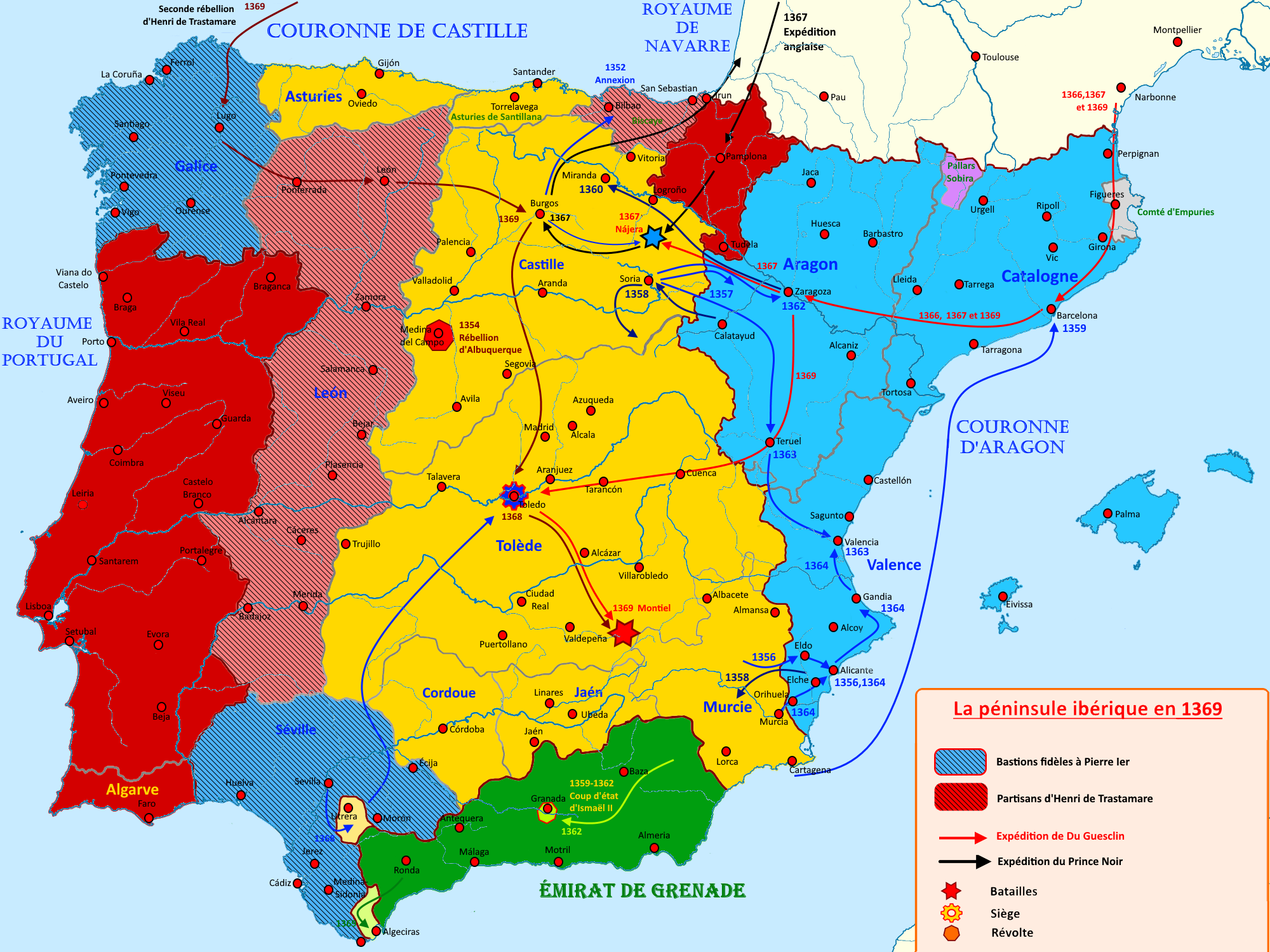
La guerre civile castillane

## Internationalisation du conflit

### Alliance d'Henri de Trastamare et deCharlesV
Maltraitée dès les débuts de son mariage avec Pierre le Cruel, Blanche de Bourbon meurt en 1361, vraisemblablement assassinée sur ordre de son époux. Blanche est la belle-sœur du dauphin Charles et les mauvais traitements lui attirent l'inimitié de la France. En revanche, Henri de Trastamare a déjà lutté aux côtés des Valois en particulier au Languedoc, et bénéficie d’un fort soutien à la cour du roi de France. Henri a déjà soutenu le roi d'Aragon Pierre IV le Cérémonieux dans sa guerre contre le royaume de Castille et, en 1363, les deux hommes signent le traité de Binéfar : le souverain aragonais appuie Henri dans ses prétentions au trône de Castille et doit récupérer en contrepartie le royaume de Murcie.

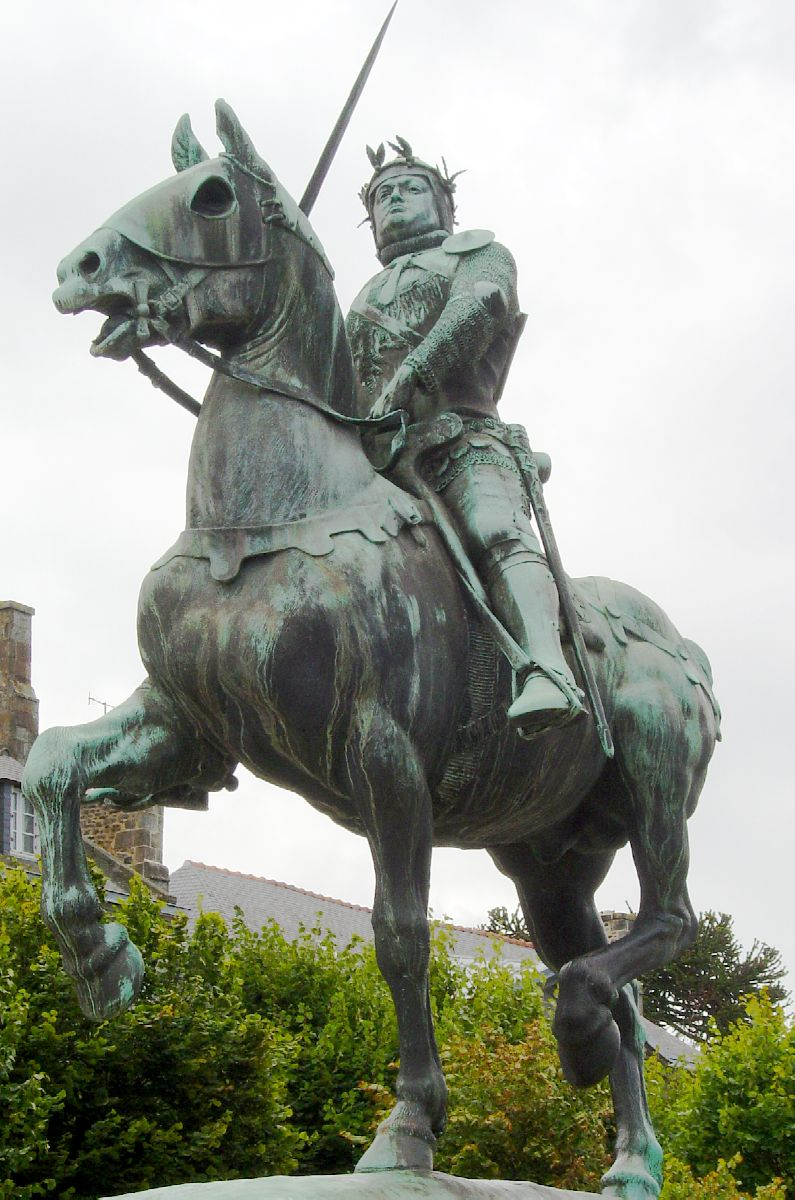
Bertrand du Guesclin

Au-delà des considérations familiales et personnelles, l'intérêt de Charles V est limpide. En vue de la reconquête future des territoires cédés aux Anglais en vertu du traité de Brétigny - un tiers du royaume de France -, le roi veut éviter que l'Anglais dispose d'un allié sur la frontière sud du royaume, et le faire remplacer par un solide allié qui pourra en temps voulu faire peser une menace sur la principauté d’Aquitaine. Les Anglais ne pouvant déclencher les hostilités sous peine de perdre les bénéfices du traité, le roi de France a l'avantage de l'initiative, mais n’en a pas les moyens matériels, le pays étant ravagé par les compagnies et saigné par l’exorbitante rançon de Jean le Bon. Pour se refaire une santé financière, il faut se débarrasser des compagnies de routiers qui bloquent tous les axes commerciaux et pressurent la population de tout ce qu’elle aurait pu donner en taxes à l’État. Avignon étant menacée et rançonnée par les compagnies, le pape voit d’un bon œil le projet de croisade en Espagne proposé par Charles. L’objectif officiel est le suivant : mener une croisade contre le royaume de Grenade, il faut pour cela passer par la Castille. Le pape n’est pas dupe, mais ses intérêts convergent avec ceux de Charles V : il faut se débarrasser des compagnies. Charles V rachète la liberté de Bertrand du Guesclin, qui avait été fait prisonnier à la bataille d'Auray et le charge de prendre la tête des Grandes Compagnies et des Tard-Venus, principalement cantonnées en Bourgogne et dans la vallée du Rhône, et de les mener en Castille appuyer la lutte du Trastamare contre son demi-frère. Celui-ci appelle à ses côtés son cousin Olivier de Mauny, qui remporte par la suite des batailles décisives. Ils lèvent ainsi 30 000 hommes. Urbain V, peu dépensier, ne souhaite cependant financer l'expédition, mais face aux troupes de Du Guesclin qui campent devant Avignon, le pape est contraint de payer les subsides nécessaires à la campagne. Il finance donc l’expédition, avec d'autant moins de scrupules que le roi Pierre le Cruel s'est toujours entêté à ne pas suivre ses injonctions quant à son comportement matrimonial.
Cette armée franchit les Pyrénées en plein mois de décembre 1365 et au printemps 1366, Henri et du Guesclin envahissent la Castille par La Rioja. L'armée franco-aragono-castillane contrôle rapidement l'essentiel du royaume à l'exception de la Galice, de Séville et de quelques autres places : Henri de Trastamare, proclamé roi de Castille à Burgos, marche sur Tolède et Séville. Pierre Ier se réfugie en Galice et de là embarque pour Bayonne, en Guyenne, puis il rejoint Bordeaux où il demande  assistance au Prince noir, en signant le traité de Libourne, ce dernier saisissant avec empressement cette nouvelle occasion de guerroyer.

### Alliance de Pierre le Cruel et duPrince Noir
Puisque Henri de Trastamare, devenu désormais roi de Castille sous le nom de Henri II de Castille, reçoit l'appui du royaume de France, son frère, Pierre le Cruel se tourne naturellement vers les ennemis de ce royaume, en les personnes du Prince Noir et du roi de Navarre Charles le Mauvais. Le 23 septembre 1366, il signe avec ceux-ci le traité de Libourne, qui stipule que le Prince Noir et le roi de Navarre doivent lui apporter une aide militaire et financière pour la reconquête de son trône et recevoir des territoires en contrepartie. Le Prince Noir est censé recevoir la seigneurie de Biscaye, la ville de Castro-Urdiales ainsi que 550 000 florins d'or. Pour sa part, Charles le Mauvais prétend recevoir le reste des provinces basques ainsi qu'un comté sis dans la région de Burgos.
Édouard de Woodstock appelle donc sous sa bannière les capitaines anglais et gascons des Grandes Compagnies, qui comme Hugh Caverly avaient suivi du Guesclin en Castille. Il mande d'outre-Manche et de Bretagne les barons et les chevaliers désireux de courir les aventures puis convoque à Bordeaux toute la noblesse du Poitou et de la Gascogne ravageant au passage le Languedoc. Charles le Mauvais autorise le passage de cette armée, qui franchit le col de Roncevaux en février 1367 à la tête de 27 000 cavaliers sans compter les gens de pied.
 
Le 3 avril 1367, Henri II de Castille lui barre la route à Nájera et livre combat aux archers anglais contre l’avis de Bertrand du Guesclin. L'armée d'Henri connaît une sévère défaite ; du Guesclin est fait prisonnier, Henri II de Castille doit de nouveau s'enfuir en France et son frère Pierre le Cruel reprend le pouvoir.

### Retour et victoire d'HenriIIde Castille

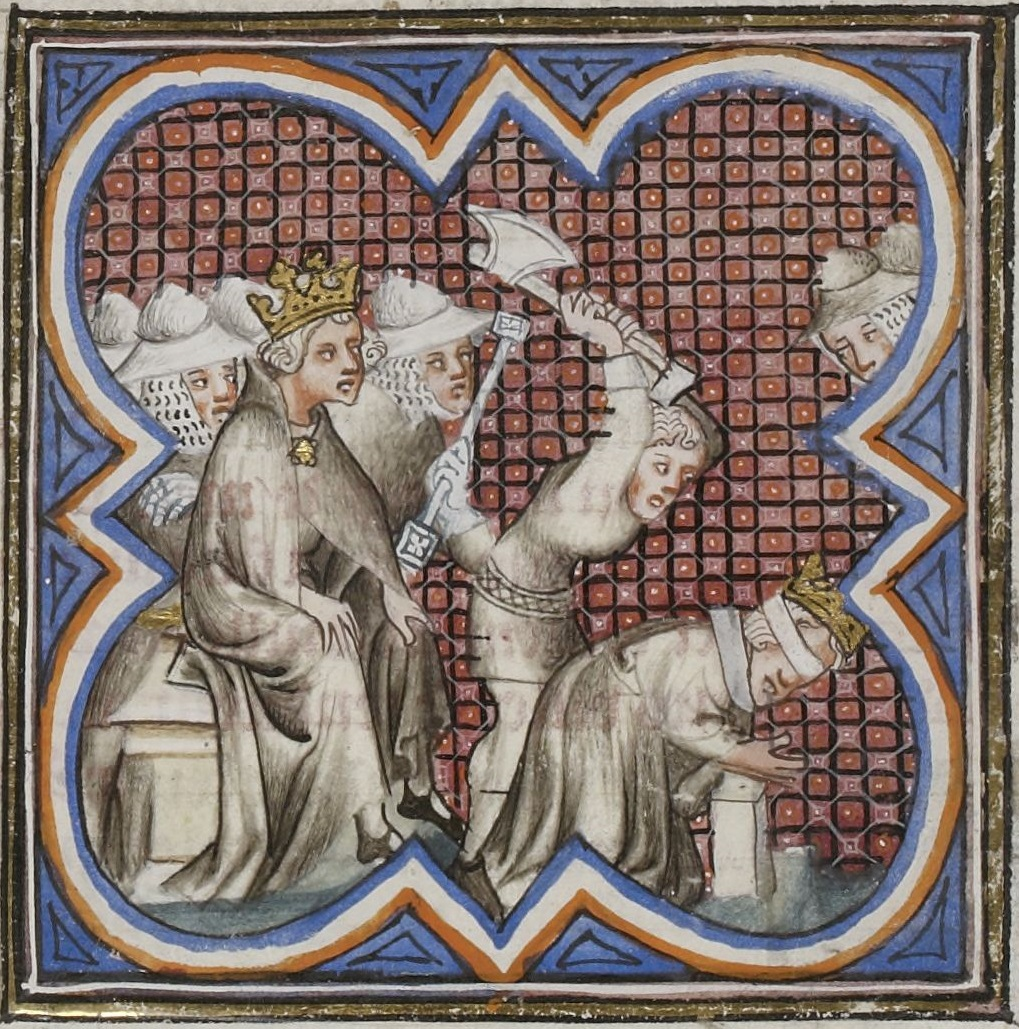
Décapitation de Pierre le Cruel (manuscrit du XVe siècle)

Le Prince Noir prend ses quartiers à Burgos et attend sa récompense. Ses troupes, peu habituées au climat rigoureux de la région, souffrent du froid, de la malaria et de dysenterie. Las d'attendre, le Prince Noir finit par retourner en Guyenne, sans avoir obtenu son dû. Pierre le Cruel, appuyé par le roi de Grenade assiège Cordoue, en vain. Henri profite de la situation pour reformer une armée outre-Pyrénées, le roi Charles V, par le traité d'Aigues-Mortes, mettant à nouveau à sa disposition les Grandes compagnies commandées par du Guesclin.
Les troupes d'Henri conquièrent rapidement les royaumes de Castille et de León et dès le mois d'avril 1367 mettent le siège devant Tolède. Le siège dure neuf mois, durant lesquels Henri II signe avec la France le traité de Tolède, qui l'engage à une paix durable dès son accession définitive au trône de Castille. Pierre le Cruel arrive au secours de Tolède avec une armée composée essentiellement de Maures et de Juifs. Le 14 mars 1369 il affronte son demi-frère à Calatrava la Nueva et y subit, à Montiel, une lourde défaite. Il se réfugie dans le château de l'Étoile avec quelques fidèles.
Pierre le Cruel tente de soudoyer du Guesclin qui semble accueillir favorablement sa proposition mais qui en réalité avertit Henri. Mis en présence l'un de l'autre, les deux demi-frères engagent un combat au corps à corps. Pierre le Cruel semble l'emporter jusqu'à l'intervention de du Guesclin qui permet la victoire d'Henri et l'exécution de Pierre Ier de la propre main de ce dernier.
Henri devient définitivement le nouveau roi de Castille sous le nom d'Henri II, et la couronne du royaume passe des mains de la maison d'Ivrée à celles de la maison de Trastamare. Bertrand du Guesclin est fait connétable de France par Charles V au retour de cette équipée en Castille.

## Conséquences
Les conséquences de la guerre civile de Castille sont lourdes pour les acteurs de la guerre de Cent Ans.
Charles V a fait financer une grande partie de l'effort de guerre par le pape et a profité du temps gagné en occupant les Anglais en Espagne, pour relancer l'économie de son royaume enfin débarrassé des compagnies.
Le Prince Noir, vainqueur en Castille mais ruiné, ne peut solder ses troupes : il doit donc lever des impôts en Aquitaine. Certains seigneurs n’ont accepté qu’à contrecœur le changement de suzeraineté imposé par le traité de Brétigny et en particulier Jean d'Armagnac, proche de Jean le Bon. Le coût de cette expédition, la réapparition en Languedoc de compagnies de routiers licenciées par le Prince Noir et l'incapacité de ce dernier à leur venir en aide incitent Jean d'Armagnac à en appeler à Charles V. En acceptant de répondre à son appel, le 3 décembre 1368, Charles V fait acte de souveraineté sur la Guyenne. Il ouvre la porte au ralliement des terres octroyées aux Anglais au traité de Brétigny : la reconquête s'effectue grandement par le retournement des villes d'Aquitaine contre des promesses de fiscalité plus légère.

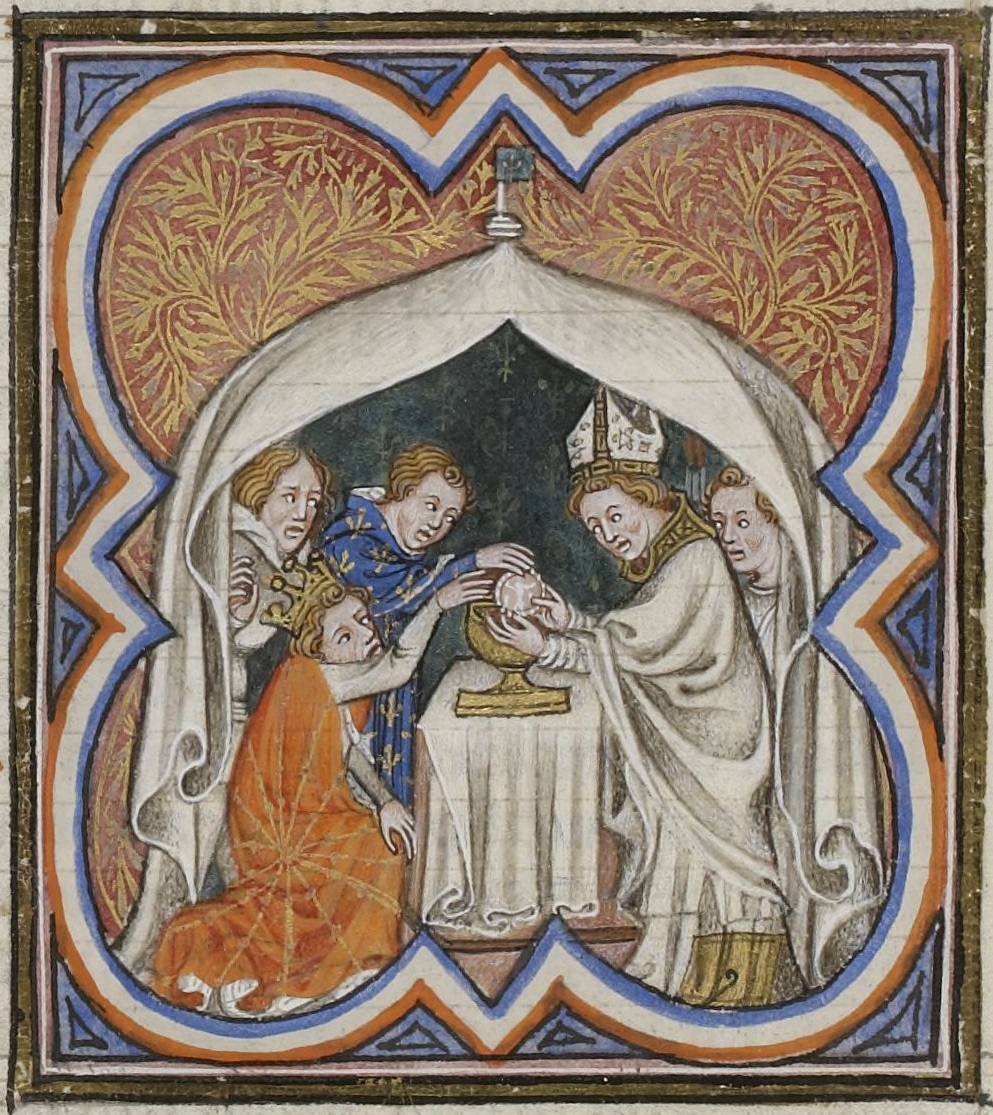
Charles de Navarre confronté à la mise en place d'Henri de Trastamare en Castille s'empresse de faire la paix avec et lui cède ses places normandes contre Montpellier.

L'endettement du Prince Noir pose un réel problème logistique : du fait des appels gascons, l’impôt rentre mal et il n’a plus les moyens de monter une armée pour s’opposer aux Français. Édouard III lui envoie donc 130 000 livres tournois. Mais le parlement rechigne à payer pour la Guyenne qui semble coûter plus qu’elle ne rapporte. Il ne finit par y consentir qu’après acceptation qu’il ne soit plus obligatoire de faire transiter la laine par Calais (la taxe sur la laine est le principal revenu de la couronne à l’époque). Le roi d’Angleterre est loin d’avoir les moyens financiers de Charles V. Le parlement ne lui donne que les moyens d’une guerre autofinancée par le pillage d’autant que la chevauchée du duc de Lancastre vers Harfleur en 1369 est un relatif succès. Charles V, lui peut solder des armées permanentes équipées pour une guerre de siège et les Anglais vont être soumis à une pression permanente sur tous les fronts pendant des années.
D'autre part, la France dispose désormais d'un allié à la tête du royaume de Castille, qui se révèle décisif lors de la bataille de La Rochelle, au cours de laquelle la flotte anglaise est anéantie par l'alliance franco-castillane le 22 juin 1372. Privées de soutien logistique, les places fortes cédées par le traité de Brétigny tombent les unes après les autres : entre 1369 et 1375, les Français reprennent aux Anglais la quasi-totalité des concessions faites et des terres possédées par l’ennemi avant même le début de la guerre, à l'exception de Calais, Cherbourg, Brest, Bordeaux, Bayonne, et de quelques forteresses dans le Massif central.
Charles  de Navarre se voyant pris en tenaille par la Castille alliée à la France et l'avancée de la reconquête française en Guyenne, prend les devants et négocie la paix avec Charles V dès 1371, fermant la porte aux Anglais en Normandie.

## Considérations et nuances historiques
Julio Valdeán Baruque, médiéviste espagnol, commente dans son article la perception moderne de certains historiens, qui considèrent la rivalité entre Henri de Trastamare et Pierre le Cruel comme la première illustration de l'affrontement, maintes fois renouvelé dans l'histoire de ce pays, entre l'Espagne progressiste - symbolisée par Pierre Ier et son alliance objective avec la bourgeoisie marchande et les communautés juives et maures de l'époque - et l'Espagne conservatrice - ici avec Henri de Trastamare, allié à la haute noblesse castillane et à la hiérarchie de l'Église. Il convient cependant de noter que devenu roi, Henri II de Castille n'a aucunement amélioré le poids politique de cette haute noblesse et que sa prodigalité s'est limitée aux biens matériels.
Le surnom avec lequel Pierre Ier de Castille est passé à la postérité, Pierre le Cruel, laisse penser que cette guerre civile aurait pu voir s'affronter un « gentil » (Henri de Trastamare, dit également Henri le Magnifique) et un « méchant » (Pierre Ier de Castille, dit Pierre le Cruel). Dans la réalité, ce dernier était appelé Pierre le Justicier par le peuple, sachant qu'il réservait l'essentiel de sa cruauté (bien réelle) à ses ennemis de la rébellion nobiliaire. Il est également important de rappeler qu'Henri de Trastamare a joué sur l'antijudaïsme réel de la population, clamant que son rival n'était pas le descendant d'Alphonse XI mais le fils d'un Juif, Pero Gil, et surtout en mettant à feu et à sang les juiveries des villes où passait son armée. Simple calcul politique ? Toujours est-il[style à revoir] que pendant son règne, il s'attacha à défendre ces populations qu'il avait systématiquement assaillies durant la guerre civile.
Rappelons enfin que Pierre Ier de Castille a été proprement assassiné, vraisemblablement avec l'aide de Bertrand du Guesclin, et que Pierre le Cruel n'avait donc manifestement pas l'exclusivité des exécutions sommaires.

## La première guerre civile de Castille dans les arts
(es) Santiago Sevilla, El rey don Pedro el Cruel : tragedia en cuatro actos (Le Roi Pierre le Cruel : tragédie en quatre actes).